# Tanacetum artemisioides
Tanacetum artemisioides — вид рослин з родини айстрових (Asteraceae), поширений у Гімалаях.

## Опис
Напівкущик від прямостійного до висхідного, від притиснено волосистого до ± голого, заввишки до 60 см, блідо-зелені гілки виходять із дерев'янистого кореневища.  Листки довгасті, 1–2.5(3) см × 8–15(20) мм, 1–2-перисторозсічені. Квіткові голови ≈ 5 мм в поперечнику; на квітконосі від короткого до помірного; по 3–10 у ± нещільних щитках. Язичкові квітки відсутні; дискові квітки жовті, 5-зубчасті, з віночком 3–4 мм. Плоди світло-коричневі. Період цвітіння: серпень — вересень.

## Середовище проживання
Поширений у Гімалаях від Пакистану через Індію й Тибет до Бутану.